# USA:s arméstabschef
USA:s arméstabschef (engelska: Chief of Staff of the Army (CSA) är den högste militäre befattningshavaren inom USA:s armédepartement och är direkt underställd och biträder arméministern (Secretary of the Army) som är den formella chefen för armén och denne är ansvarig inför försvarsministern för arméns beredskap samt dess förmåga att upprätthålla krigsdugliga förband. Arméstabschefen har enligt den lag som fastställer ämbetet graden som 4-stjärning general och utses av presidenten med senatens råd och samtycke.
Arméstabschefen, liksom arméministern, saknar dock operativa befogenheter över arméförbanden. Han är enkelt uttryckt precis som titeln anger stabschef, inte en operativ befälhavare, utan presiderar över arméstaben i Pentagon. Arméstabschefen är också förutom sin roll inom armédepartementet även arméns representant i Joint Chiefs of Staff, det yrkesmilitära organ som ger militärstrategiska råd till nationella säkerhetsrådet, försvarsministern och presidenten. Såvida inte försvarschefen eller vice försvarschefen är arméofficerare är arméstabschefen den yrkesofficer på aktiv stat i armén med högst rang.  
För närvarande innehas posten av James C. McConville som är den 40:e i ordningen sedan ämbetet inrättades 1903.

## Historik
Före 1903 var titeln på den högsta yrkesmilitären i armén Commanding General of the United States, men ändrades som en del av organisationsreformerna som genomfördes av krigsminister Elihu Root. Innan National Security Act of 1947 skapade dagens försvarsorganisation var krigsministern arméstabschefens chef.

## Arméstabschefer från 1903 till nutid
| Nr     | Namn                                     | Porträtt | Tillträdde        | Avgick            |
| ------ | ---------------------------------------- | -------- | ----------------- | ----------------- |
| 1.     | Generallöjtnant Samuel B. M. Young       |          | 15 augusti 1903   | 8 januari 1904    |
| 2.     | Generallöjtnant Adna Chaffee             |          | 19 augusti 1904   | 14 januari 1906   |
| 3.     | Generallöjtnant John C. Bates            |          | 15 januari 1906   | 13 april 1906     |
| 4.     | Ganeralmajor J. Franklin Bell            |          | 14 april 1906     | 21 april 1910     |
| 5.     | Generalmajor Leonard Wood                |          | 22 april 1910     | 21 april 1914     |
| 6.     | Generalmajor William Wallace Wotherspoon |          | 22 april 1914     | 16 november 1914  |
| 7.     | Generalmajor Hugh L. Scott               |          | 17 november 1914  | 22 september 1917 |
| 8.     | General Tasker H. Bliss                  |          | 23 september 1917 | 19 maj 1918       |
| 9.     | General Peyton C. March                  |          | 20 maj 1918       | 30 juni 1921      |
| 10.    | General of the Armies John J. Pershing   |          | 1 juli 1921       | 13 september 1924 |
| 11.    | Generalmajor John L. Hines               |          | 14 september 1924 | 20 november 1926  |
| 12.    | General Charles Pelot Summerall          |          | 21 november 1926  | 20 november 1930  |
| 13.    | General Douglas MacArthur                |          | 21 november 1930  | 1 oktober 1935    |
| 14.    | General Malin Craig                      |          | 2 oktober 1935    | 31 augusti 1939   |
| 15.    | General of the Army George C. Marshall   |          | 1 september 1939  | 18 november 1945  |
| 16.    | General of the Army Dwight D. Eisenhower |          | 19 november 1945  | 6 februari 1948   |
| 17.    | General Omar Bradley                     |          | 7 februari 1948   | 15 augusti 1949   |
| 18.    | General J. Lawton Collins                |          | 16 augusti 1949   | 14 augusti 1953   |
| 19.    | General Matthew B. Ridgway               |          | 15 augusti 1953   | 29 juni 1955      |
| 20.    | General Maxwell D. Taylor                |          | 30 juni 1955      | 30 juni 1959      |
| 21.    | General Lyman L. Lemnitzer               |          | 1 juli 1959       | 30 september 1960 |
| 22.    | General George H. Decker                 |          | 1 oktober 1960    | 30 september 1962 |
| 23.    | General Earle Wheeler                    |          | 1 oktober 1962    | 2 juli 1964       |
| 24.    | General Harold K. Johnson                |          | 3 juli 1964       | 2 juli 1968       |
| 25.    | General William C. Westmoreland          |          | 3 juli 1968       | 30 juni 1972      |
| (T.f.) | General Bruce Palmer, Jr.                |          | 1 juli 1972       | 11 oktober 1972   |
| 26.    | General Creighton W. Abrams              |          | 12 oktober 1972   | 4 september 1974  |
| 27.    | General Frederick C. Weyand              |          | 3 oktober 1974    | 30 september 1976 |
| 28.    | General Bernard W. Rogers                |          | 1 oktober 1976    | 21 juni 1979      |
| 29.    | General Edward C. Meyer                  |          | 22 juni 1979      | 21 juni 1983      |
| 30.    | General John A. Wickham, Jr.             |          | 23 juli 1983      | 23 juni 1987      |
| 31.    | General Carl E. Vuono                    |          | 23 juni 1987      | 21 juni 1991      |
| 32.    | General Gordon R. Sullivan               |          | 21 juni 1991      | 20 juni 1995      |
| 33.    | General Dennis J. Reimer                 |          | 20 juni 1995      | 21 juni 1999      |
| 34.    | General Eric Shinseki                    |          | 21 juni 1999      | 11 juni 2003      |
| 35.    | General Peter J. Schoomaker              |          | 1 augusti 2003    | 10 april 2007     |
| 36.    | General George W. Casey, Jr.             |          | 10 april 2007     | 10 april 2011     |
| 37.    | General Martin E. Dempsey                |          | 11 april 2011     | 7 september 2011  |
| 38.    | General Raymond Odierno                  |          | 7 september 2011  | 14 augusti 2015   |
| 39.    | General Mark A. Milley                   |          | 14 augusti 2015   | 9 augusti 2019    |
| 40.    | General James C. McConville              |          | 9 augusti 2019    | sittande          |